# 国务院议事协调机构
国务院议事协调机构是中華人民共和國國務院设立的机构，負責承担跨部門的重要业务工作的组织协调。根據《国务院行政机构设置和编制管理条例》第六条规定，国务院议事协调机构议定的事项，经国务院同意，由有关的行政机构按照各自的职责负责办理。在特殊或者紧急的情况下，经国务院同意，国务院议事机构可以规定临时性的行政管理措施。

## 现行国务院议事协调机构设置
1. 国家国防动员委员会
- 主任：李强（国务院总理）
- 具体工作由国家发改委、联合参谋部、政治工作部、后勤保障部承担

2. 国家边海防委员会
- 主任：不详
- 具体工作由联合参谋部作战局边防处承担

4. 全国爱国卫生运动委员会
- 主任：不详
- 具体工作由国家卫健委承担

5. 全国绿化委员会
- 主任：丁薛祥（国务院常务副总理）
- 具体工作由国家林业和草原局生态保护修复司承担

6. 国务院学位委员会
- 主任：不详
- 具体工作由教育部学位管理与研究生教育司承担，挂国务院学位委员会办公室牌子

7. 国家防汛抗旱总指挥部
- 总指挥：张国清（国务院副总理）
- 具体工作由应急管理部（国家防汛抗旱总指挥部办公室）承担

8. 国务院妇女儿童工作委员会
- 主任：谌贻琴（国务委员）
- 具体工作由全国妇联承担

9. 全国拥军优属拥政爱民工作领导小组
- 组长：不详
- 具体工作由退役军人事务部承担

10. 国务院残疾人工作委员会
- 组长：谌贻琴（国务委员）
- 具体工作由中国残疾人联合会承担

12. 国务院关税税则委员会
- 主任：蓝佛安（财政部部长）
- 具体工作由财政部关税司承担

13. 国家防灾减灾救灾委员会
- 主任：张国清（国务院副总理）
- 具体工作由应急管理部承担

15. 国务院军队转业干部安置工作小组
- 具体工作由退役军人事务部承担

16. 国家禁毒委员会
- 主任：王小洪（国务委员兼公安部部长）
- 具体工作由公安部禁毒局承担

17. 全国老龄工作委员会
- 主任：谌贻琴（国务委员）
- 办公室设在民政部，与中国老龄协会合署办公

21. 国家应对气候变化及节能减排工作领导小组
（也称“国家应对气候变化领导小组”或“国务院节能减排工作领导小组”）（国发〔2007〕18号）
- 组长：不详
- 具体工作由国家发展和改革委员会应对气候变化司承担

22. 国家能源委员会
- 主任：李强（国务院总理）
- 具体工作由国家能源局承担

23. 国务院安全生产委员会
- 主任：张国清（国务院副总理）
- 具体工作由应急管理部承担

24. 国务院防治艾滋病工作委员会
- 主任：不详
- 具体工作由卫生健康委承担

25. 国务院反垄断委员会
- 主任：不详
- 具体工作由国家市场监督管理总局竞争政策协调司承担

26. 国家森林草原防灭火指挥部
- 总指挥：张国清（国务院副总理）
- 具体工作由应急管理部风险监测和火灾综合防治司承担

30. 国务院抗震救灾指挥部
- 指挥长：张国清（国务院副总理）
- 具体工作由应急管理部承担

33. 国务院食品安全委员会
（国办发〔2010〕6号）
- 组长：丁薛祥（国务院常务副总理）
- 具体工作由国家市场监督管理总局食品安全协调司承担

34. 国务院农民工工作领导小组
（国办发〔2013〕60号）
- 组长：刘国中（国务院副总理）
- 具体工作由人力资源和社会保障部承担

35. 国家推进“一带一路”建设工作领导小组
- 组长：丁薛祥（国务院常务副总理）
- 具体工作由国家发展和改革委员会承担

36. 国务院推进职能转变协调小组
（国办发〔2015〕29号）
- 组长：丁薛祥（国务院常务副总理）
- 具体工作由国务院办公厅承担

37. 国家制造强国建设领导小组
（国办发〔2015〕48号）
- 组长：不详
- 具体工作由工业和信息化部承担

39. 国务院就业促进和劳动保护工作领导小组
- 组长：谌贻琴（国务委员）
- 具体工作由人力资源和社会保障部承担

40. 全国政务公开领导小组
- 组长：吴政隆（国务委员兼秘书长）
- 具体工作由国务院办公厅政府信息与政务公开办公室承担

41. 国家质量强国建设协调推进领导小组

## 已撤销的国务院议事协调机构
2008年撤销
| 被撤销的国务院议事协调机构                                | 相应工作承担部门                                                               |
| --------------------------------------------------------- | ------------------------------------------------------------------------------ |
| 国家能源领导小组                                          | 国家能源委员会                                                                 |
| 国家处置劫机事件领导小组                                  | 中国民用航空局                                                                 |
| 国务院行政审批制度改革工作领导小组                        | 监察部等有关部门                                                               |
| 国家中长期科学和技术发展规划领导小组                      | 科学技术部                                                                     |
| 国家生物技术研究开发与促进产业化领导小组                  | 科学技术部                                                                     |
| 国务院产品质量和食品安全领导小组                          | 产品质量：国家质检总局                                                         |
| 国务院产品质量和食品安全领导小组                          | 食品安全：卫生部                                                               |
| 全国防治非典型肺炎指挥部                                  | 卫生部                                                                         |
| 国务院血吸虫病防治工作领导小组                            | 卫生部                                                                         |
| 国务院城市社区卫生工作领导小组                            | 卫生部                                                                         |
| 全国整顿和规范市场经济秩序领导小组                        | 商务部                                                                         |
| 对台经贸工作协调小组                                      | 商务部                                                                         |
| 世贸组织和自贸区工作小组                                  | 商务部                                                                         |
| 国家知识产权战略制定工作领导小组                          | 国家知识产权局                                                                 |
| 国家保护知识产权工作组                                    | 国家知识产权局                                                                 |
| 全国服务业发展领导小组                                    | 国家发展和改革委员会                                                           |
| 国家核电自主化工作领导小组                                | 国家发展和改革委员会                                                           |
| 全国防治高致病性禽流感指挥部                              | 农业部                                                                         |
| 全国农村义务教育经费保障机制改革领导小组                  | 财政部                                                                         |
| 国家西部地区“两基”攻坚领导小组                            | 教育部                                                                         |
| 国家中西部农村初中校舍改造工程领导小组                    | 教育部                                                                         |
| 国家汉语国际推广领导小组                                  | 教育部                                                                         |
| 全民科学素质工作领导小组                                  | 中国科学技术协会                                                               |
| 国家文化遗产保护领导小组                                  | 文化部                                                                         |
| 国家清史纂修领导小组 （对外称：中国国家清史纂修领导小组） | 文化部                                                                         |
| 国家履行《禁止化学武器公约》工作领导小组                  | 工业和信息化部 原材料工业司 （保留国家履行《禁止化学武器公约》工作办公室名义） |

2018年撤销
- 国务院深化医药卫生体制改革领导小组
- 国务院三峡工程建设委员会
- 国务院南水北调工程建设委员会

2023年撤销
- 国家科技领导小组
- 国家科技体制改革和创新体系建设领导小组

## 印章
《国务院关于国家行政机关和企业事业单位社会团体印章管理的规定》规定：“国务院议事协调机构和临时机构的印章，直径5厘米，中央刊五角星，五角星外刊机关名称，自左而右环行，由国务院制发。”